# Fong Hoi Sun
Fong Hoi Sun (15 gennaio 1993) è uno schermidore hongkonghese, specialista della spada.

## Palmarès
- Campionati asiatici

Hong Kong 2017: bronzo nella spada a squadre.
Bangkok 2018: bronzo nella spada individuale.